# Şefiqa Gaspıralı
Şefiqa Gaspıralı (Szefika Gasprinska) (ur. 14 października 1886 w Bakczysaraju, zm. 31 sierpnia 1975 w Istambule) – córka İsmaila Gaspıralı. Jedna z 4 kobiet wybranych w 1917 roku do I Kurułtaju Tatarów Krymskich.

## Życiorys
W 1905 roku jej ojciec İsmail Gaspıralı założył pismo dla kobiet Alem-i Nisvan (Świat Kobiet) wydawane w języku krymskotatarskim. Redaktorka pisma została jego dwudziestoletnia córka Şefiqa. W roku 1906 wyszły 4 numery pisma. W latach 1908–1910 pismo nie wychodziło. Wznowiono jego wydawanie w 1910 roku. Wychodziło jako tygodnik. Ukazywało się jeszcze w 1911 roku, potem władze rosyjskie zakazały druku pisma. Próby przywrócenia pisma podjęto w 1917 roku, ale była one nieudana. 
W 1907 roku Şefiqa wyszła za mąż za Nəsiba bəy Yusifbəyli. Mieli dwoje dzieci.
W kwietniu 1917 roku podczas pierwszego zjazdu kobiet w Bakczysaraju Şefiqa została wybrana przewodniczącą miejskiego komitetu kobiet muzułmańskich. Podobne komitety powstawały w większych i mniejszych miastach Krymu (Eupatoria, Teodozja, Kercz). Ich działalność koordynował utworzony 24 kwietnia 2017 roku Komitet Kobiet Akmesdżitu. Jego przedstawicielki wzięły udział we Wszechrosyjskim Zjeździe Muzułmanek w Kazaniu w dniach od 24–27 kwietnia1917 roku. Zjazd zażądał przyznania praw wyborczych kobietom, zniesienia kałymu i dowolność w zakładaniu hidżabu. 17 sierpnia 1917 roku podczas spotkania przedstawicielek komitetów kobiet muzułmańskich Krymu w Symferopolu utworzono Centralny Komitet Kobiet Muzułmańskich. Şefiqa Gaspıralı została zastępcą przewodniczącej, na którą wybrano Ilhamije Tohtar. W październiku 1917 roku na zjeździe organizacji społecznych i ludowych w Symferopolu postanowiono zwołać I Kurułtaj Narodu Krymskotatarskiego. W wyborach mogły wziąć również kobiety. Wybrano 76 delegatów wśród których znalazły się cztery kobiety: Ilhamije Tohtar, Hatidże Awdżi reprezentujące powiat jałtański, Anife Bogdaninska z powiatu symferopolskiego i Şefiqa Gaspıralı z powiatu eupatoryjskiego.
I Kurułtaj Tatarów Krymskich rozpoczął obrady 9 grudnia 1917 roku w Bakczysaraju. Powołany przez niego Rząd Narodowy Tatarów Krymskich mianował Şefiqę dyrektorem Symferopolskiej Żeńskiej Szkoły Pedagogicznej. Po opanowaniu Krymu przez bolszewików na początku 1918 r., obaleniu rządu tatarskiego i Kurułtaju Şefiqa wyjechała do Azerbejdżanu. Jej mąż, w latach 1919-1920 premier Demokratycznej Republiki Azerbejdżanu, został rozstrzelany po zbrojnym zajęciu terytorium republiki przez Rosję Radziecką. Şefiqa uciekła z dziećmi do Turcji. Zamieszkała w Stambule. Pracowała w domu dziecka. W 1930 roku założyła i prowadziła Związek Kobiet Krymskotatarskich w Stambule.